# Orxines semperi
Orxines semperi är en insektsart som först beskrevs av Carl Stål 1877.  Orxines semperi ingår i släktet Orxines och familjen Diapheromeridae. Inga underarter finns listade i Catalogue of Life.